# America’s Most Smartest Model
America’s Most Smartest Model ist eine US-amerikanische Reality-Show des Senders VH1. In Deutschland wurde die Show auf Comedy Central und VIVA ausgestrahlt.

## Konzept
Die acht männlichen und acht weiblichen Models mussten nicht nur ihre Qualitäten auf dem Laufsteg und vor der Kamera, sondern auch ihre Intelligenz beweisen. Der Gewinner erhielt einen lukrativen Modelauftrag und 100.000 US-Dollar. Bewertet wurden die Leistungen von Ben Stein und Mary Alice Stephenson.

## US-amerikanische Ausstrahlung
Die erste Staffel wurde vom 7. Oktober 2007 bis zum 16. Dezember 2007 auf VH1 ausgestrahlt. Eine zweite Staffel war in Planung, wurde aber nicht realisiert. Der Gewinner der ersten Staffel ist Van Jameson Logan (VJ Logan).

## Deutsche Ausstrahlung
Der deutsche Sender Comedy Central zeigte die erste Staffel im Frühjahr 2008 immer samstags um 15.30 Uhr. Für die deutsche Fernsehausstrahlung wurde der Originalton mit einem Voice-over überlagert. Später war die Serie auch bei VIVA zu sehen.